# 8552 Hyoichi
8552 Hyoichi è un asteroide della fascia principale. Scoperto nel 1995, presenta un'orbita caratterizzata da un semiasse maggiore pari a 2,7978178 UA e da un'eccentricità di 0,1801114, inclinata di 4,36809° rispetto all'eclittica.